# Parafia Wniebowzięcia Najświętszej Maryi Panny w Maciejowicach
Parafia Wniebowzięcia Najświętszej Maryi Panny w Maciejowicach – parafia rzymskokatolicka w Maciejowicach.
Parafia założona w XII wieku. Obecny kościół parafialny murowany, zbudowany w latach 1819-1821, rozbudowany w 1881. Mieści się przy ulicy Kościelnej.
Do parafii należą wierni mieszkający w miejscowościach: Maciejowice, Antoniówkę Wilczkowską, Budy Krępskie, Grądki, Kawęczyn, Kobylnicę, Kochów, Ksawerynów, Leonów, Malamówkę, Oblin, Oronne, Podoblin, Podstolice, Pogorzelec, Polik, Podzamcze, Przewóz, Strych, Topolin, Korczunek oraz Uchacze. Parafia ma dwie kaplice dojazdowe  św. Stanisława BM w Strychu oraz Matki Bożej Fatimskiej w Budach Krępskich.